# توبوليف تو-104
توبوليف تو-104 (تعريف الناتو: جمل) كانت طائرة تجارية توربينية ثنائية المحرك متوسطة المدي سوفيتية المنشأ. وهي أول طائرة تجارية توربينية ناحجة عالميا. بالرغم من أنها كانت رابع طائرة تجارية يتم إطلاقها، إلا أنها كانت الثانية في دخول الخدمة العامة (مع إيروفلوت) والأولى التي تقدم خدمة ناجحة ومستمرة. بين عامي 1956 و1958 كانت تو-104 هي طائرة الركاب النفاثة الوحيدة في الخدمة.

## المواصفات
الخصائص العامة
- الطول:  ()
- باع الجناح:  ()
- الارتفاع:  ()

الأداء